# William Drummond (7e vicomte Strathallan)
Pour les articles homonymes, voir Drummond et William Drummond.
William Henry Drummond, 7e vicomte Strathallan (5 mars 1810-23 janvier 1886), appelé maître de Strathallan de 1826 à 1851, est un homme politique conservateur écossais. En raison de l'histoire de la vicomté de Strathallan (déchu en 1746, restauré en 1824), il est également considéré comme le 9e vicomte Strathallan de jure.

## Biographie
Il est le fils de James Drummond, 6e vicomte Strathallan, et de son épouse Amelia Sophia, fille de John Murray (4e duc d'Atholl). Il porte le Titre de courtoisie de maître de Strathallan lorsque son père fait restaurer le tire de vicomte de Strathallan en 1826 et devient vicomte à la mort de son père en 1851. En 1853, il est élu pair représentant écossais et prend place sur les bancs conservateurs de la Chambre des lords. Il est Lord-in-waiting (whip du gouvernement à la Chambre des Lords) sous le comte de Derby de 1858 à 1859 et plus tard sous Benjamin Disraeli de 1866 à 1868.
Lord Strathallan épouse Christina Maria, fille de Robert Baird, en 1833. Elle est décédée en 1867. Strathallan lui a survécu pendant près de vingt ans et est décédé en janvier 1886, à l'âge de 75 ans. Son fils James lui succède.

## Publications
- Le gros gibier et l'histoire naturelle de l'Afrique du Sud et du Sud-Est (1875) [1]